# Baek Hee-na
Dans ce nom coréen, le nom de famille, Baek, précède le nom personnel Hee-na.
Baek Hee-na (coréen : 백희나), née le 1er décembre 1971 à Séoul en Corée du Sud, est une autrice et illustratrice sud-coréenne de littérature d'enfance et de jeunesse. Elle est lauréate du prix commémoratif Astrid Lindgren en 2020. Ses livres ont été traduits en plusieurs langues et adaptés en animations et en comédies musicales pour enfants.

## Biographie

### Enfance et formation
Baek Hee-na naît le 1er décembre 1971 à Séoul. 
Elle est diplômée de l'université pour femmes Ewha de Séoul, avec une spécialisation en sciences de l’éducation, puis étudie l'animation au California Institute of the Arts aux États-Unis,.

### Carrière
Baek Hee-na est élue illustratrice de l’année à la Foire du livre de jeunesse de Bologne en 2005 à l’occasion de la sortie de son album illustré Les Petits pains au nuage,. Il raconte l'histoire de chats capables de voler après avoir mangé du pain fait de nuage. Le livre se vend à quelques 500 000 exemplaires en Corée du Sud. Il est traduit en France, en Allemagne, au Japon, en Norvège et à Taiwan. Il est transformé en une comédie musicale pour enfants et une animation télévisée. 
De sa sortie jusqu'en 2014, Les Petits pains au nuage rapporte aux éditeurs 433 millions de dollars de ventes sur les marchés de contenus secondaires, notamment des dessins animés télévisés, des versions musicales et des articles basés sur les personnages : l'auteure, qui a vendu ses droits lors de la signature du contrat, ne remporte que 18 200 dollars. Le monde de l'édition coréen sera ensuite sommé d'apporter des modifications à son fonctionnement jugé abusif. 
En 2012, son livre d'images Jangsutang Fairy remporte le 53e Korean Publishing Culture Award.  En 2013, il remporte le 3e Prix de littérature pour enfants Changwon. Le livre aide les enfants à contrôler leurs émotions, leur courage et leur confiance en eux. « C'est un chef-d'œuvre qui peut être fièrement présenté au monde car il brise de manière rafraîchissante les notions existantes sur le motif « féerique » et combine réalité et fantaisie d'une manière exquise et humoristique » indique le jury.
En 2020, Baek Hee-na est lauréate du prix commémoratif Astrid-Lindgren,, « l’une des plus importantes récompenses du monde jeunesse ». Elle est « la première autrice coréenne à l’emporter ». « Avec un sens exquis des matériaux, des regards et des gestes, les livres d'images filmiques de Baek Hee-na mettent en scène des histoires sur la solitude et la solidarité. (...) Son travail est une porte d'entrée au merveilleux : sensuel, vertigineux et vif », déclare le jury.

### Vie privée
Elle a une fille et un fils.

## Œuvres

### Traduites en français
- Les Petits Pains au nuage [« Cloud bread »]  (trad. de l'anglais par Claire Lanaspre, photogr. Kim Hyang-soo), Didier Jeunesse, 2004, 40 p. (ISBN 978-2-278-05673-6)
- Le Fil rose [« Bun hong jul »]  (trad. du coréen par Yeong-Hee Lim), Paris, Didier Jeunesse, 2011, 28 p. (ISBN 978-2-278-05483-1)
- Chat chelou [« Piyaki Eomma »]  (trad. du coréen par Lim Yeong-Hee), Arles, éditions Philippe Picquier, 2017, 40 p. (ISBN 978-2-8097-1274-2)

### Autres
- (en) The Red Bean Porridge Granny and the Tiger, Sigongjunior, 2006, 30 p. (ISBN 89-527-4579-5) (illustrations)
- (en) The Moon Sorbet, 2010
- (en) Last Evening, StoryBow, 2011, 14 p. (ISBN 978-89-964782-1-8)
- (ko) Alsatang, Hardback, 2017, 42 p. (ISBN 9791158360375)
  - Traduit en anglais sous le titre Magic Candies
- (ko) 나는 개다,‎ 2019, 48 p. (ISBN 979-11-5836-136-5)

## Prix et distinctions
- 2018 : (international) « Honour List »[11] de l' IBBY pour (ko) Alsatang ( (en) Magic Candies )
- Prix commémoratif Astrid-Lindgren 2020[9]